# Te conozco bien
«Te conozco bien» es el título de una canción interpretada por el cantautor puertorriqueño-estadounidense Marc Anthony incluido en su segundo álbum de estudio Todo a su tiempo (1995). La canción fue escrita por el cantautor panameño Omar Alfanno, con la producción a cargo del propio artista y Sergio George. Fue lanzado como el sencillo principal del álbum el 3 de abril de 1995. Es una canción de salsa, donde se ve al cantante expresar la certeza de que alguien está arrepentida. La canción fue galardonada con el Premio Billboard de la Música Latina en 1996 al "Hot Latin Track of the Year" dentro del campo Tropical / Salsa y fue nominada para Canción tropical del año en los Premios Lo Nuestro de ese mismo año. Recibió el Premio Latino ASCAP en 1996. Comercialmente, la canción alcanzó el lugar n° 7 en el Billboard Hot Latin Tracks y el n° 1 en la lista Billboard Latin Tropical Airplay en los Estados Unidos. Fue la canción con mejor desempeño de 1995 en esta última lista. La canción fue versionada por el cantautor puertorriqueño-estadounidense Ángel López como balada en su álbum de estudio Historias de amor (2010).

## Antecedentes y composición
El 26 de enero de 1993, Marc Anthony lanzó su segundo álbum de estudio Otra nota; su primer disco de salsa, que fue arreglado y producido por Sergio George. El álbum vendió más de 200.000 copias y le valió al cantante el Premio Billboard de la Música Latina como "Nuevo Artista Tropical/Salsa del Año" en 1994.  Dos años más tarde, Marc Anthony lanzó su segundo disco titulado Todo a Su Tiempo, que George también produjo junto a Anthony.  Tres canciones del álbum fueron escritas por el cantautor panameño Omar Alfanno, incluida "Te conozco bien". La canción habla sobre la certeza de alguien que volverá arrepentido; en el estribillo, el cantante recalca que "me atrevería a decir que estás arrepentida". La canción se transformó en uno de sus grandes éxitos.

## Promoción y recepción
«Te conozco bien» fue lanzado como el primer sencillo promocional del álbum el 3 de abril de 1995. Se agregó una versión editada de la canción al álbum de grandes éxitos del cantante, Desde un Principio: From the Beginning (1999), mientras que la grabación original se incluyó en el álbum recopilatorio Éxitos Eternos (2003). La canción fue incluida en su álbum-video en vivo The Concert from Madison Square Garden (2001), grabado en el año 2000 en Nueva York. En 2010, el cantautor puertorriqueño-estadounidense Ángel López hizo una versión de la canción como balada en su álbum de estudio Historias de amor; disco donde López reinterpreta canciones compuestas por Omar Alfanno. La canción, junto con el resto del álbum, fue arreglada y producida por Alfanno.
En un artículo que destaca el espectáculo "Latino Night" en 1996, Ron Sylvester del Springfield News-Leader calificó a "Te Conozco Bien" como "una de las mejores pistas de baile del año". Retrospectivamente, la canción apareció en la lista de Cosmopolitan de las "14 mejores canciones latinas con las que olvidaste que estabas obsesionado", mientras que La Prensa la calificó como una de las mejores 15 canciones de Marc Anthony. En los Premios Billboard de la Música Latina de 1996, "Te Conozco Bien" ganó el premio "Hot Latin Track of the Year" en el campo Tropical/Salsa. La pista fue nominada en la categoría de Canción Tropical del Año en los Premios Lo Nuestro de ese año, perdiendo ante "Abriendo puertas" de Gloria Estefan. La canción fue reconocida como una de las canciones de mejor interpretación del año en los Premios Latinos ASCAP de 1996.  En los Estados Unidos, "Te conozco bien" alcanzó el puesto n° 7 en la lista Billboard Hot Latin Tracks y el n° 1 de la lista Billboard Latin Tropical Airplay; ambas listas de la revista Billboard Fue la canción con mejor desempeño de 1995 en la última lista.

## Listas

### Lista semanal
| "Te conozco bien"                 |                 |
| Lista (1995)                      | Máxima posición |
| Estados Unidos (Hot Latin Songs)  | 7               |
| Estados Unidos (Tropical Airplay) | 1               |

### Lista de Fin de año
| "Te conozco bien"                 |                 |
| Lista (1995)                      | Maxima posición |
| U.S. Hot Latin Tracks (Billboard) | 38              |
| U.S. Tropical Airplay (Billboard) | 1               |

### Sucesión en las listas
| Predecesor: Estamos solos de Rey Ruiz | U.S. Billboard Latin Tropical Airplay — Sencillo N°. 1 17 de junio de 1995 - 11 de agosto de 1995 | Sucesor: Esperándote de Tito Rojas |